# Bandeira de Assis (São Paulo)
A Bandeira do Município de Assis é de autoria de José Botelho, criada pela Lei n.º 1238, de 31 de março de 1966. 
José Botelho, desenhista e funcionário do DER coloriu a bandeira com três faixas brancas no canto superior direto e mais tarde no superior esquerdo, indicando os poderes legislativo (faz as leis), executivo (executa as leis) e judiciário (julga de acordo com elas) e ainda reproduz o brasão, tudo em um fundo azul. Foi instituída pela Lei n.º 1238, de 31 de março de 1966, sendo homologada pela Comissão Julgadora instituída na época por representantes do Poder Legislativo, Executivo, representantes do Ensino, do Comércio e Classe Liberal.